# Graphium epaminondas
Graphium epaminondas е вид насекомо от семейство Лястовичи опашки (Papilionidae). Видът е световно застрашен, със статут Уязвим.

## Разпространение
Разпространен е в Индия (Андамански и Никобарски острови).